# Dubrowycia
Dubrowycia (ukr. Дубровиця) – wieś na Ukrainie, w obwodzie wołyńskim, w rejonie koszyrskim.

## Historia
Pod koniec XIX wieku wieś leżała w gminie Chocieszów, w powiecie kowelskim.
Do 1965 roku miejscowość nosiła nazwę Kozioł (ukr. Козел, Kozeł).